# كلية الآثار (جامعة سوهاج)
كلية الآثار جامعة سوهاج هي كلية حكومية مصرية مقرها في سوهاج الجديدة، سوهاج، مصر.

## التاريخ
بدأت الدراسة بالقسم في عام 1977 حيث كان قسم الآثار أحد أقسام كلية الآداب وفي عام 1990 تم تقسيم القسم إلى قسمين الآثار المصرية والآثار الإسلامية، ثم في عام 2000 تم إضافة قسم الحفظ إلى القسمين المذكورين.
في عام 2015 أصدر رئيس مجلس الوزراء قرارًا بإملائه إنشاء كلية الآثار لبدء دراستها في عام 2016.

## البرامج
تمنح الكلية درجة الدبلوم في إحدى التخصصات التالية:
- الآثار المصرية
- الآثار الإسلامية
- ترميم الآثار